# I Think My Older Brother Used to Listen to Lagwagon
I Think My Older Brother Used to Listen to Lagwagon is de eerste ep van de Amerikaanse punkband Lagwagon dat werd uitgegeven op 18 augustus 2008 door Fat Wreck Chords. Het is het eerste album sinds Resolve uit 2005 en tevens het laatste album waar bassist Jesse Buglione op te horen is. Buglione, die ook de artwork voor het album heeft gemaakt, verliet de band in 2010.
Alle nummers op twee na, namelijk "Fallen" en "Live It Down", zijn te horen op het akoestische soloalbum Bridge (2008) van zanger Joey Cape.

## Nummers
1. "B side" - 2:58
2. "No Little Pill" - 2:31
3. "Errands" - 3:05
4. "Memoirs and Landmines" - 1:55
5. "Fallen" - 2:56
6. "Live It Down" - 3:43
7. "Mission Unaccomplished" - 1:56

## Band
- Joey Cape - zang, gitaar
- Chris Flippin - gitaar
- Jesse Buglione - basgitaar
- Dave Raun - drums
- Chris Rest - zang, gitaar